# Peltaria emarginata
Peltaria emarginata ist eine Pflanzenart aus der Familie der Kreuzblütengewächse (Brassicaceae). Diese Pflanzenart ist in Griechenland endemisch.

## Beschreibung
Peltaria emarginata wächst als ausdauernde krautige Pflanze und erreicht Wuchshöhen bis zu 50 cm. Der Stängel ist aufrecht. Die Laubblätter der Grundrosette sind länglich spatelförmig und spärlich behaart. Die Stängelblätter sind viel kleiner, sitzend und ganzrandig.
Die Blütezeit reicht von Mai bis Juni. Die zwittrigen, vierzähligen Blüten stehen in einem traubigen Blütenstand zusammen. Die vier weißen Kronblätter sind etwa 3 mm lang. Die flachen, scheibenförmigen Schötchen sind tief gekerbt und die reifen Schötchen sind (undeutlich) netzförmig geadert.

## Chromosomenzahl
Peltaria emarginata hat die gleiche Chromosomenzahl wie  Bornmuellera-Arten (2n=16). Daher bilden sich häufig Hybriden mit Bornmuellera baldacii und Bornmuellera tymphaea.

## Vorkommen
Peltaria emarginata ist in Nord- und Mittelgriechenland und auf der Insel Euböa endemisch. Sie wächst nur auf Serpentin in Höhenlagen zwischen 300 und 2100 Meter auf felsigen Abhängen, steinigen Weiden und Kiefernwald.

## Ökologie
Zahlreiche Arbeiten befassen sich mit der bemerkenswerten Eigenschaft, dass Peltaria emarginata sehr stark Nickel in Wurzel und Blättern akkumuliert. Die Nickel-Konzentration in getrockneten Blättern übersteigt oft 1 % der Trockenmasse.

## Systematik
Die Art wurde 1842 von Pierre Edmond Boissier als Ptilotrichum emarginatum erstbeschrieben, 1893 dann stellte Heinrich Carl Haussknecht sie in die Gattung Peltaria.